# La Bayamesa
La Bayamesa (Inno di Bayamo) è l'inno nazionale di Cuba.
Melodia e testo sono stati composti da Perucho Figueredo mentre l'arrangiamento strumentale è opera del maestro Manuel Muñoz Cedeño.

## Storia
Si tratta di un inno di combattimento, suonato per la prima volta in occasione della presa di Bayamo nel 1868, nell'ambito della Guerra dei dieci anni.
Il 20 ottobre le forze cubane ottennero la capitolazione delle autorità spagnole di Bayamo e la popolazione festante chiese a Figueredo di creare un inno per celebrare l'evento. Si narra che Figueredo scrisse il testo sul momento senza scendere da cavallo. Due anni più tardi Figueredo venne catturato dagli spagnoli e ucciso ma la Bayamesa divenne celebre in tutta l'isola come richiamo alla lotta del popolo cubano per la libertà della patria e nel 1899, alla fine della guerra anticolonialista, fu adottato come inno nazionale.

## Il nome
La Bayamesa prende il nome dalla città di Bayamo facendo esplicito riferimento alla nota marcia Marsigliese, che prende il nome dalla città di Marsiglia.

## Testo
A quarant'anni dalla proclamazione d'indipendenza quattro delle sei strofe dell'inno, particolarmente dure nei confronti degli ex dominatori spagnoli, furono soppresse per non ferire la sensibilità del popolo spagnolo e rinsaldare il legame culturale tra le due nazioni.
| ¡Al combate corred bayameses, que la patria os contempla orgullosa; no temáis una muerte gloriosa, que morir por la patria es vivir! En cadenas vivir es vivir en afrenta y oprobio sumido. Del clarín escuchad el sonido; ¡a las armas, valientes, corred! | Alla lotta correte bayamesi, che la patria vi guarda orgogliosa; non temete una morte gloriosa, ché morire per la patria è vivere! Vivere in catene è vivere sottomessi all'affronto e alla riprovazione. Ascoltate il suono del bugle; alle armi, valorosi, correte! |

## Musica
La musica originaria dell'inno si modificò nel tempo e produsse differenti armonizzazioni finché nel 1983 il musicologo Odilio Urfé presentò una proposta all'Assemblea nazionale del potere popolare sulla base della quale venne approvata di una versione ufficiale e definitiva.